# Maria de Fàtima Agra
Maria de Fátima Pimenta Agra (Brasil, 1952) és una botànica i professora brasilera.

## Biografia
Llicenciada en Ciències Farmacèutiques per la Universitat Federal de Paraíba (1977), títol de mestratge en botànica amb la supervisió del Dr. Geraldo Mariz (1923) per la Universitat Federal Rural de Pernambuco (1991) i un doctorat en Ciències Biològiques (botànica) per la Universitat de São Paulo (2001).
Actualment és professora associada de la Universitat Federal de Paraíba i coordinadora del Programa de Postgrau en Productes Naturals i sintètics bioactius. Ha estat revisora de diverses revistes nacionals i internacionals, com la Microscopy, Research & Technique (EUA), Novon (EUA), PhytoKeys (EUA), African Journal of Plant Science (Àfrica) Hoehnea (Sao Paulo), Biota Neotrópica (Unicamp), Rodriguésia (Rio de Janeiro), arxius del Museu Nacional (Rio de Janeiro), Caldasia (Universitat Nacional de Colòmbia) i la Revista Brasilera de Farmacognosia (Societat Brasilera de Farmacognosia). Té experiència en botànica, amb èmfasi en taxonomia de fanerògames, especialment en el subgènere Leptostemonum del Nord-est i Solanaceae Solanum a Brasil. Ha participat en projectes nacionals i internacionals, com a coordinadora o col·laboradora, amb el suport d'organismes de finançament, com la CAPES, CNPq, FINEP i el CNRS, treballant en estudis de taxonomia i sistemàtica, farmacobotánica de plantes medicinals i etnomedicina, especialment amb espècies vegetals del Nord-est Brasiler. Es va exercir com a coordinadora del Programa de Postgrau en producte natural i sintètic bioactiu la Universitat Federal de Paraíba, de maig del 2010 al desembre del 2013, tres anys en què el programa passa al nivell de 5 a 6 en els criteris de la CAPES. Està acreditada com a col·laboradora del Programa de Postgrau en Biologia Vegetal, Nivell 6, de la Universitat Federal de Pernambuco, i el Programa de Postgrau en Biodiversitat, Campus II, Areia, de la Universitat Federal de Paraíba de Paraiba.

## Honors[1]

### Membresies
- Societat Botànica de Brasil[3]
- Cos editorial, des de 2013: periòdic Revista UNIPLAC

### Revisora de periòdics
- 2006 - actual: Hoehnea (São Paulo)
- 2006 - actual: Revista Brasileira de Farmacognosia
- 2005 - actual: Rodriguesia
- 2005 - 2005: Acta Botanica Brasilica
- 2004 - 2004: Revista Nordestina de Biologia
- 2007 - actual: Arquivos do Museu Nacional
- 2007 - actual: Biota Neotropica
- 2004 - actual: Revista de Agronomia Tècnica
- 2007 - actual: Revista Brasileira de Biociências
- 2008 - actual: Brazilian Journal of Pharmaceutical Sciences
- 2009 - actual: Microscopy Research & Technique
- 2009 - actual: African Journal of Plant Science
- 2012 - actual: Fitoteràpia (Milano, 1934) (cessa en 1960. Es fon amb ISSN 1971-5498)
- 2012 - actual: Pharmaceutical Biology
- 2011 - actual: Journal of Agricultural and Food Chemistry
- 2013 - actual: European Journal of Medicinal Plants
- 2014 - actual: Butlletí de la Societat Argentina de Botànica (impresa)

### Revisora de Projecte de foment
- 2001 - actual: Conselho Nacional de Desenvolvimento Científic i Tecnològic.
- 2005 - actual: Coordenação de Aperfeiçoamento de Pessoal de Nível Superior.
- 2008 - actual: Fundação d'Amparo à Ciência i Tecnologia do Estat de Pernambuco.
- 2008 - actual: Fundação d'Empara à Perquisició do Estat de São Paulo.
- 2009 - actual: Fundação Cearense de Apoio ao Desenvolvimento Científico e Tecnológico.

## Algunes publicacions
- CAVALCANTI, A. C. ; GOMES, A. N. P. ; PORTO, N. M. ; AGRA, M. F. ; MOURA, T. F. A. L. ; OLIVEIRA, I. J. 2014. Phamacognostic evaluation of Cissampelos sympodialis Eichl leaves. South African Journal of Botany 93: 70-78

- COSTA, VICENTE CARLOS D'O. ; Tavares, Josean F. ; SILVA, ANDREZA B. ; DUARTE, MARCELO C. ; AGRA, M. F. ; BARBOSA-FILHO, JOSE M. ; DE SOUZA, IARA L.L. ; DA SILVA, BAGNÓLIA A. ; SILVA, M. S. 2014. Hyptenolide, a new α-pyrone with spasmolytic activity from Hyptis macrostachys. Phytochemistry Letters 8: 32-37

- BRITO FILHO, SEVERINO GONÇALVES DE ; FERNANDES, MARIANNE GUEDES ; CHAVES, OTEMBERG SOUZA ; CHAVES, MARIA CÉLIA D'OLIVEIRA ; ARARUNA, FELIPE BASTS ; EIRAS, CARLA ; LEITE, J. R. DE S. DE ALMEIDA ; AGRA, M. F. ; BRAZ-FILHO, R. ; SOUZA, M. F. V. 2014. Chemical constituens isolated from Sm. and electrochemical characterization of Phaeophytin B. Química Nova 37: 603-609

- SAMPAIO, V. S. ; ARAÚJO, N. D. ; AGRA, M. F. 2014. Characters of leaf epidermis in Solanum (clade Brevantherum) species from Atlantic Forest of Northeastern Brazil. South African Journal of Botany 94: 108-113

- CHAVES, O. ; GOMES, R. ; TOMAZ, A. ; FERNANDES, M. ; DAS GRAÇAS MENDES JUNIOR, LEÔNIDAS ; AGRA, M. F.; BRAGA, VALDIR ; DE FÁTIMA VANDERLEI DE SOUZA, MARIA. 2013. Secondary Metabolites from Sida rhombifolia L. (Malvaceae) and the Vasorelaxant Activity of Cryptolepinone. Molecules (Basel. online) 18: 2769-2777

- DE FÁTIMA AGRA, M ; BASÍLIO, IJLD ; ARAÚJO, ND ; DÓNA COSTA LEITE, FG ; COSTA-SILVA, R ; SAMPAIO, VS. Leaf Epidermal Characters of Solanum as Support to its Pharmacobotany. Planta Medica, v. 79, p. 838-838, 2013.

- PORTO, NM ; DINIZ BASÍLIO, IJL ; DE FÁTIMA AGRA, M. 2013. Application of UV/VIS Spectrophotometry, Multivariate Analysis and Light/SEM Microscopy to Characterization of Cissampelos pareira L. (Menispermaceae). Planta Medica 79: 835-835

- ARAÚJO, N.D. ; COELHO, V. P. DE M. ; Ventrella, M.C. ; AGRA, M. F. 2013. Leaf Anatomy and Histochemistry of Three Species of Ficus sect. Americanae Supported by Light and Electron Microscopy. Microscopy and Microanalysis 29: 1-9

- CAVALCANTE, F. A. ; SILVA, J. L. V. ; MEDEIROS, A. F. D. ; CLAUDINO, F. S. ; SILVA, T. M. S. ; CARVALHO, M. G. ; BRAZ FILHO, R. ; AGRA, M. F. ; SILVA, B. A. ; SILVA, B. A. 2013. Solanum jabrense Agra & M.Nee (Solanaceae) exhibits spasmolytic activity on guinea-pig ileum. Journal of Medicinal Plant Research 7: 772-776

- LUCENA, H. F. S ; MADEIRO, S. a. L. ; SIQUEIRA, C. D. ; BARBOSA-FILHO, J. M. ; AGRA, M. F. ; SILVA, M. S. ; TAVARES, J.F. 2013. Hypenol, a New Lignan from Hypenia salzmannii. Helvetica Chimica Acta 96: 1121-1125

- CASIMIRO BEZERRA, DENISE ALINE ; FECHINE TAVARES, JOSEAN ; DOS SANTOS, PAULA FERREIRA ; CASTELLO BRANCO, MARIANNA PETXINA DE PELEGRÍ SOBRAL ; AGRA, M. F. ; SUBRINHO, FERNANDA LIMA ; BRAZ-FILHO, R. ; DA SILVA, M. S. 2013. Structural elucidation and NMR assignments of a new pyrrolizidine alkaloid from Crotalaria vitellina Ker Gawl. Magnetic Resonance in Chemistry 51: 497-499

- DOS'SANTOS, P. F. ; DUARTE, M. C. ; BEZERRA, D. A. C. ; AGRA, M. F. ; BARBOSA'FILHO, J. M. ; DÓNA'SILVA, M. S. ; TAVARES, J. F. 2013. Diterpenes from Xylopia langsdorffiana. Helvetica Chimica Acta 96: 1085-1092

- DUARTE, M. C. ; TAVARES, J. F. ; MADEIRO, S. a. L. ; COSTA, V. C. O. ; BARBOSA FILHO, J. M. ; AGRA, M. F. ; BRAZ FILHO, R. ; SILVA, M. S. 2013. Maytensifolone, a New Triterpene from Dt. exReissek. Journal of the Brazilian Chemical Society 24: 1085-1092

- CORREIA, A. C. C. ; MACEDO, C. L. ; MONTEIRO, F. S. ; OLIVEIRA, G. A. ; SANTOS, R. F. ; NASCIMENTO, R. J. B. ; CAMARA, C. A. ; AGRA, M. F. ; SILVA, T.M.S. ; SILVA, B. A. 2013. Aerial parts of Solanum agrarium Sendtn. (Solanaceae) present the flavonoid myricetin 3,7,3 trimethyl ether and antispasmodic effect on guinea-pig ileum by blockade of voltage-gated calcium channels. Journal of Medicinal Plant Research 7: 2293-2299

- BASÍLIO, I. J. L. D. ; BHATTACHARYYA, J. ; MOURA, R.K.P. ; AGRA, M. F. 2012. Application of UV/VIS Spectrophotometry and Multivariate Analysis to Characterization of the Species of Solanum sect. Erythrotrichum Child. Chemistry & Biodiversity 9: 1114-1124

- SILVA, P. C. B. ; CLEMENTINO NET, J. ; SILVA, A. D. S. ; SILVA, K. M. ; SILVA, T. M. S. ; AGRA, M. F. ; CAVALCANTE, F. A. 2012. Antidiarrheal activity of Solanum asterophorum in mice. Revista Brasileira de Farmacognosia 22: 131-136

- NURIT-SILVA, K. ; COSTA-SILVA, R. ; BASÍLIO, I. J.L.D. ; AGRA, M. F. 2012. Leaf epidermal characters of Brazilian species of Solanum section Feréstega as taxonomic evidence. Botany 90: 806-814

- MONTEIRO, F. S. ; SILVA, A.C.L. ; MARTINS, I. R.R. ; CORREIA, A. C. c. ; BASÍLIO, I. J.L.D. ; AGRA, M. F. ; BHATTACHARYYA, J. ; SILVA, B. A. 2012. Vasorelaxant action of the total alkaloid fraction obtained from Solanum paludosum Moric. (Solanaceae) involves NO/cGMP/PKG pathway and potassium channels. Journal of Ethnopharmacology 1: 1-5

- SILVA, K. M. M. ; AGRA, M. F. ; SANTOS, D. I. A. C.; OLIVEIRA, A. F. M. 2012. Leaf cuticular alkanes of Solanum subg. Leptostemonum Dunal (Bitter) of some northeast Brazilian species: Composition and taxonomic significance. Biochemical Systematics and Ecology 44: 48-52

- LLIMA, G. R. M. ; MONTENEGRO, C. A. ; FALCÃO, H.S. ; JESUS, N. Z. T. ; CABRAL, Analucia G S ; GOMES, I. F. ; AGRA, M. F. ; TAVARES, J.F. ; BATISTA, L. M. 2012. Gastroprotective activity of the ethanolic extract and hexane phase of Combretum duarteanum Cambess. (Combretaceae). Natural Medicines 1-6

### Llibres
- 1996. Plantes Da Medicina Popular Dues Cariris Velhos. Paraíba, Brasil. João Pessoa Editora União. 125 pàg.

- 1977. Farmacopéia Popular da Paraíba. João Pessoa Universidade Federal da Paraíba. 112 pàg.